# Máy in mã vạch

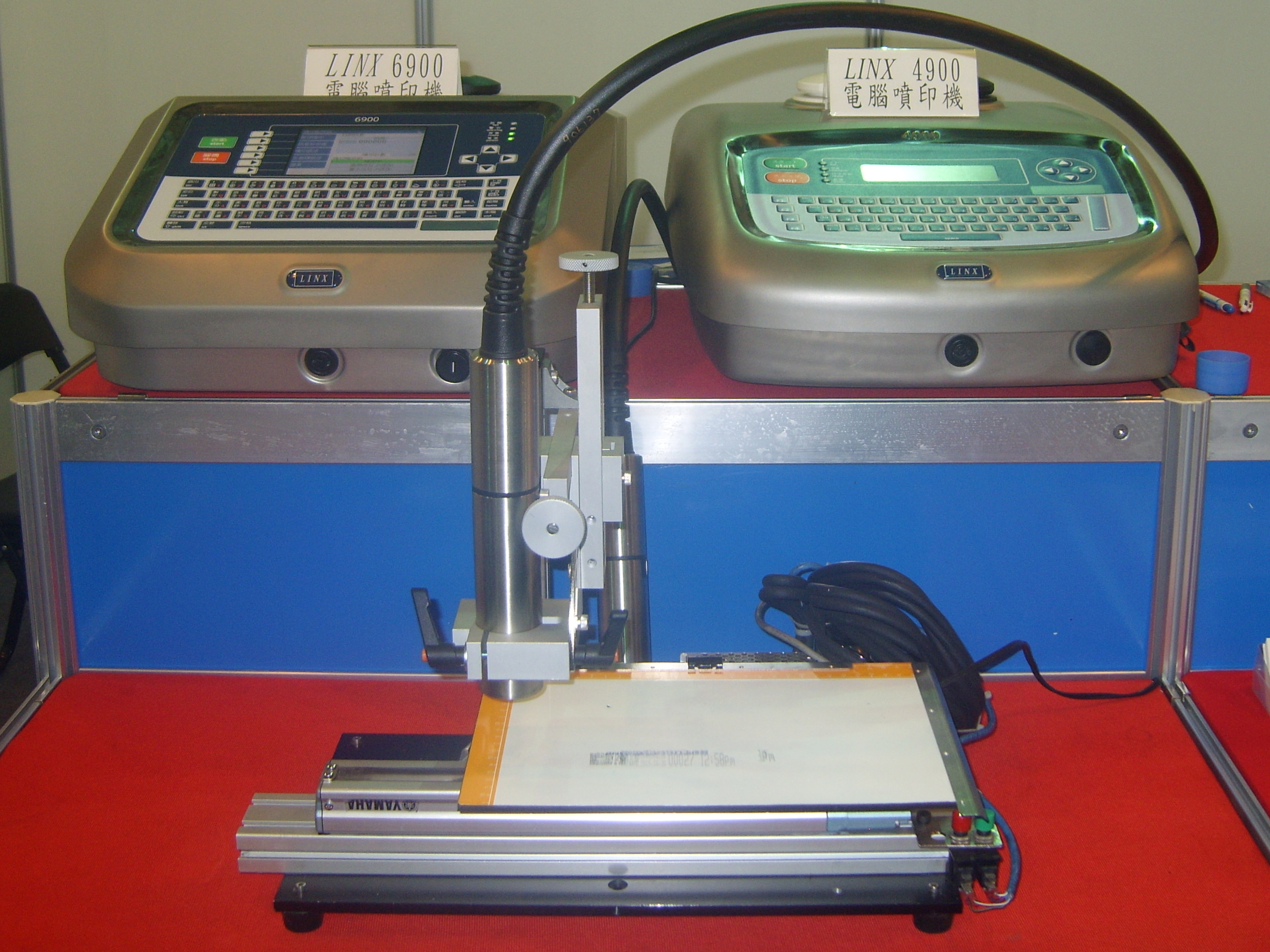
Một máy in mã vạch của Đài Loan

Máy in mã vạch là một loại máy in chuyên dụng, thường được kết nối với máy tính, như một thiết bị ngoại vi để in mã vạch. Các máy in này thường được hỗ trợ bằng phần mềm để người dùng lựa chọn kiểu dáng nhãn mã vạch, nội dung kèm theo, độ phân giải, loại và kích thước mã vạch cần in.
Máy in mã vạch theo hai phương pháp: Tác động nhiệt trực tiếp lên giấy cảm nhiệt để tạo ra chữ/hình in, và in chuyển nhiệt gián tiếp - nghĩa là dùng nhiệt làm nóng chảy chất sáp (wax) hoặc nhựa (resin) trên ruy-băng (ribbon) để tạo ra ký tự in.
Việc lựa chọn máy in mã vạch thường phụ thuộc các yêu cầu về công suất in ấn, điều kiện làm việc của máy in, chất lượng mã vạch để phù hợp với mục đích sử dụng.
Máy in mã vạch (barcode printer) còn được gọi là máy in tem nhãn (label printer) là thiết bị ngoại vi được kết nối với máy tính có chức năng in thông tin và mã vạch lên bề mặt tem nhãn (label) theo yêu cầu người dùng.